# Ostatnia sekta
Ostatnia sekta (org. The Last Sect) – kanadyjski film grozy z 2007 roku.

## Treść
Grupa groźnych wampirzyc, tworzy tak zwaną ostatnią sektę wampirzyc na świecie. Wampirzyce, aktywnie korzystają z internetu i pod przykrywką agencji matrymonialnej wabią swoje ofiary. Młoda dziennikarka Sydney podczas dziennikarskiego śledztwa styka się z Anną - przywódczynią wampirzyc. Anna chce namówić ją by dobrowolnie przyłączyła się do nich. W tym samym czasie w pobliżu pojawia się Van Helsing, pogromca wampirów, który zamierza położyć kres ostatniej sekcie i jej zbrodniczej działalności.

## Obsada
- David Carradine: Van Helsing
- Natalie Brown: Sydney St. James
- Deborah Odell: Anna
- Julian Richings: Karpov
- Sebastien Roberts: Sam
- Jordan Dyck: Tone
- Christine Tizzard: recepcjonistka
- Megan Fahlenbock: Jess